# Kurt Bolander
Karl Gustav Kurt Bolander, född 3 augusti 1911, död 15 april 1943 i Ulvenkatastrofen, var en svensk handbollsspelare.

## Karriär

### Klubblagsspel
Bolander spelade för Sanna IF i Göteborg. Klubben spelade i division 2 och hade ett särskilt bra lag spelåren 1940–1942 och tog sig till Allsvenskan 1942 där klubben sedan spelade 1942–1943.

### Landslagsspel

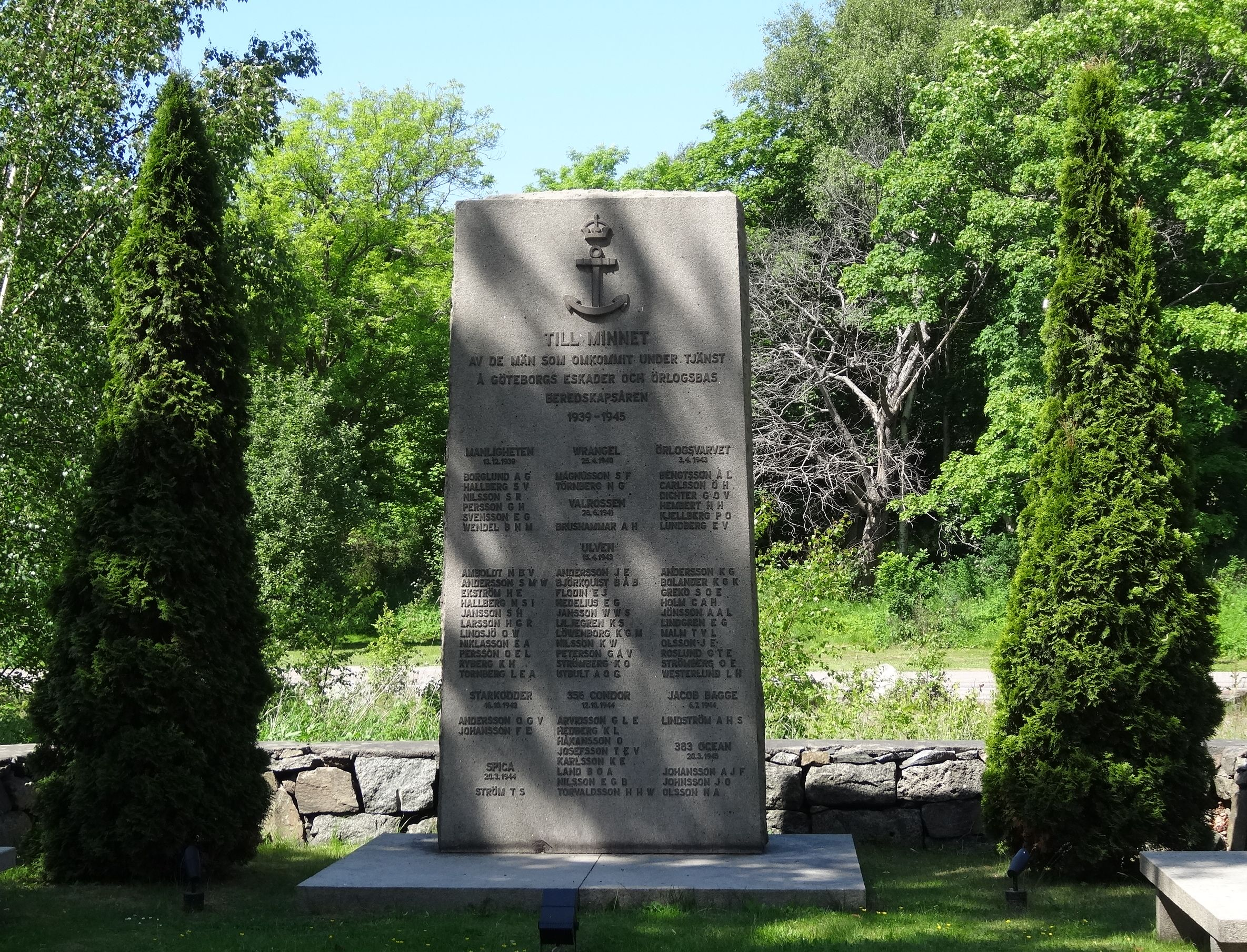
Minnesmonument på Nya Varvets kyrkogård över dödade under 2:a världskriget, bland annat på ubåten Ulven.

Bolander spelade totalt 9 landskamper alla utomhus och stod för 2 landslagsmål. Kurt Bolander saknas i landslagsstatistiken på Svensk Handbolls hemsida därför att utomhuslandskamper är inte registrerade där. Han deltog vid utomhus-VM 1938. Han är stor grabb.
| 1. 07.07.1938 Sverige-Holland (utomhus) i Magdeburg (VM) 8-4 2. 08.07.1938 Sverige-Rumänien (utomhus) i Magdeburg (VM) 7-6 3. 09.07.1938 Sverige-Schweiz (utomhus) i Berlin (VM) 2-5 4. 10.07.1938 Sverige-Ungern (utomhus) i Berlin (VM) 2-10 5. 18.09.1938 Sverige-Danmark (utomhus) i Göteborg 5-6 6. 18.06.1939 Sverige-Polen (utomhus) i Katowice 6-8 (1 mål) 7. 25.06.1939 Sverige-Rumänien (utomhus) i Bukarest 4-5 (1 mål) 8. 13.10.1940 Sverige-Danmark (utomhus) i Köpenhamn 4-8 9. 05.10.1941 Sverige-Danmark (utomhus) i Köpenhamn 9-17 |

### Privatliv
Han var gift med Elin Aina Elisabet Andersson 8 juni 1935. Bolander var spårvagnskonduktör i Göteborg. Han är begravd på Västra kyrkogården i Göteborg.